# Martin Sandström
Karl Martin Sandström, född 11 augusti 1921 i Hudiksvall, död 4 oktober 2011, var en svensk socialdemokratisk kommunalpolitiker.
Sandström, som var son till stuveriarbetare Otto Sandström och Klara Sellin, anställdes vid Postverket 1939 och blev överpostiljon 1963. Han invaldes i stadsfullmäktige i Hudiksvalls stad 1951 och var dess ordförande 1963–1970. Han blev ledamot av drätselkammaren 1949, dess ordförande 1968 och var kommunstyrelsens ordförande från 1971. Efter valet 1976 efterträddes han på sistnämnda post av centerpartisten Albert Färlin. Sandström var även ordförande i hamnstyrelsen från 1963 och i polisnämnden från samma år. Han invaldes som ledamot av Hudiksvalls arbetarekommun 1965 och var dess ordförande från 1967.